# Pagurus annulipes
Pagurus annulipes är en kräftdjursart som först beskrevs av William Stimpson 1860.  Pagurus annulipes ingår i släktet Pagurus och familjen eremitkräftor. Inga underarter finns listade i Catalogue of Life.